# Antonio Gabri
Antonio Gabri (kolem 1550 v severní Itálii – asi říjen 1593 v Brně) byl stavitel severoitalského původu, působící na Moravě, především v Brně.
Narodil se kolem roku 1550 v severní Itálii, patrně v Lombardii. Někdy kolem roku 1570 přišel do Brna spolu s celou rodinou – matkou, sestrou Ursulou a především starším bratrem Pietrem, uznávaným stavitelským mistrem, na jehož stavbách spolupracoval (a po jeho smrti v roce 1585 i přebral jejich dokončení). Sám se roku 1580 stal mistrem stavitelem a brněnským měšťanem, v Brně také získal většinu svých zakázek. Někdy počátkem října 1593 v Brně zemřel.
Antonio Gabri náleží – vedle svého bratra Pietra, s nímž úzce spolupracoval – k významným renesančním architektům a stavitelům působícím na Moravě, především v Brně. V jeho tvorbě se vedle severoitalského vlivu projevuje počínající dekorativní manýrismus.

## Nejvýznamnější díla
- starší část Zemského domu (nyní tzv. Nové radnice) na Dominikánském náměstí v Brně (spolu s P. Gabrim)
- dokončovací práce na stavbě renesančního zámku v Bučovicích po smrti Pietra Gabriho (1585–1586)
- několik renesančních měšťanských budov v Brně a ve Valašském Meziříčí (1586–1590)
- práce na dostavbě radnice v Olomouci (především vnějšího schodiště; kolem 1590)
- třípatrový Schwanzův dům (Dům pánů z Lipé) s arkádami na náměstí Svobody č. or. 17 v Brně (1590–1593)
- přestavba Biskupského dvora (dnešní součást Moravského zemského muzea) v Brně (1590–1593)
- dostavba věže kostela sv. Jakuba v Brně (1592)
- zahájení stavby brněnské jezuitské koleje u kostela Nanebevzetí P. Marie (1592–1593)

## Fotogalerie

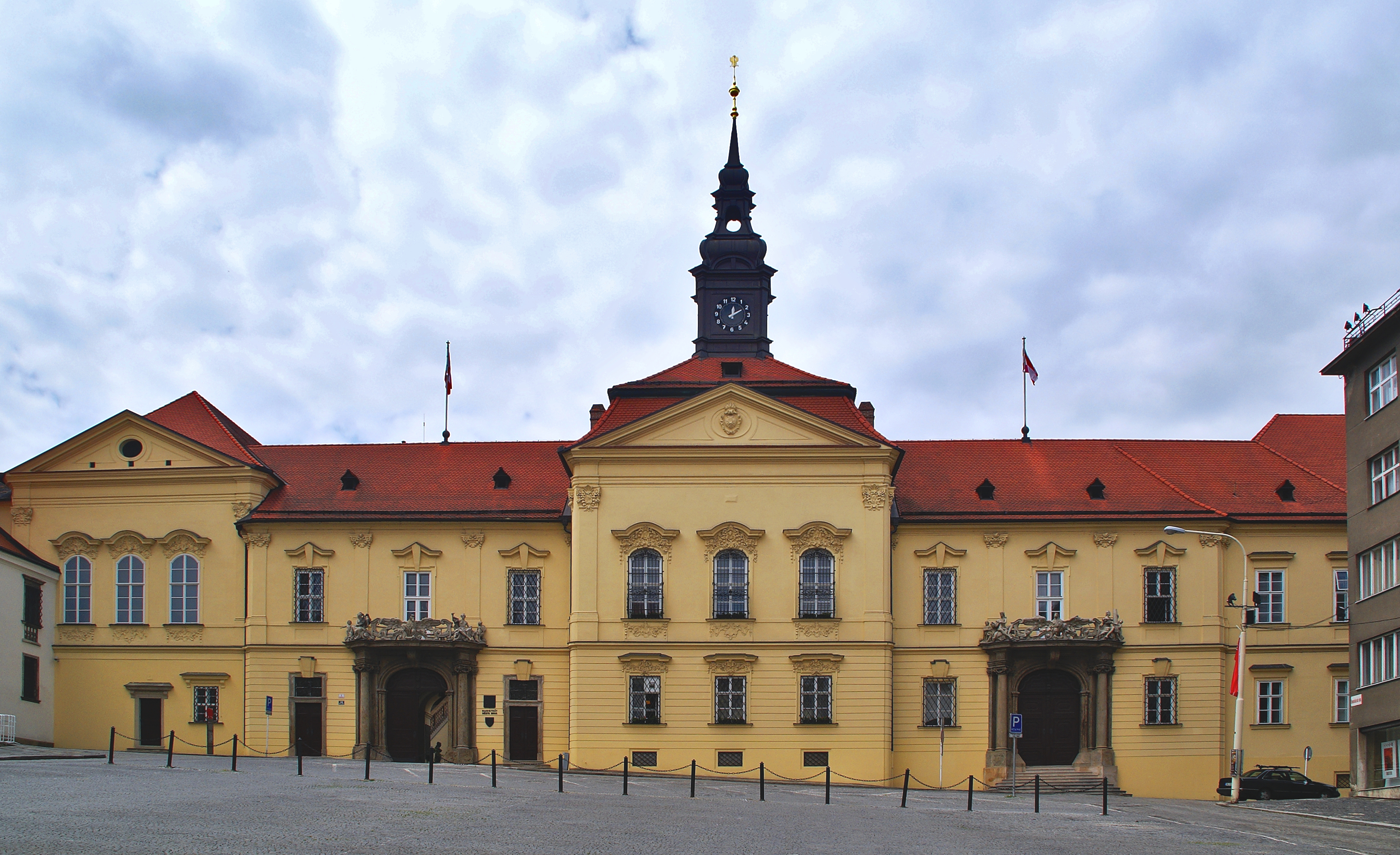
Fasáda Nové radnice na Dominikánském náměstí v Brně
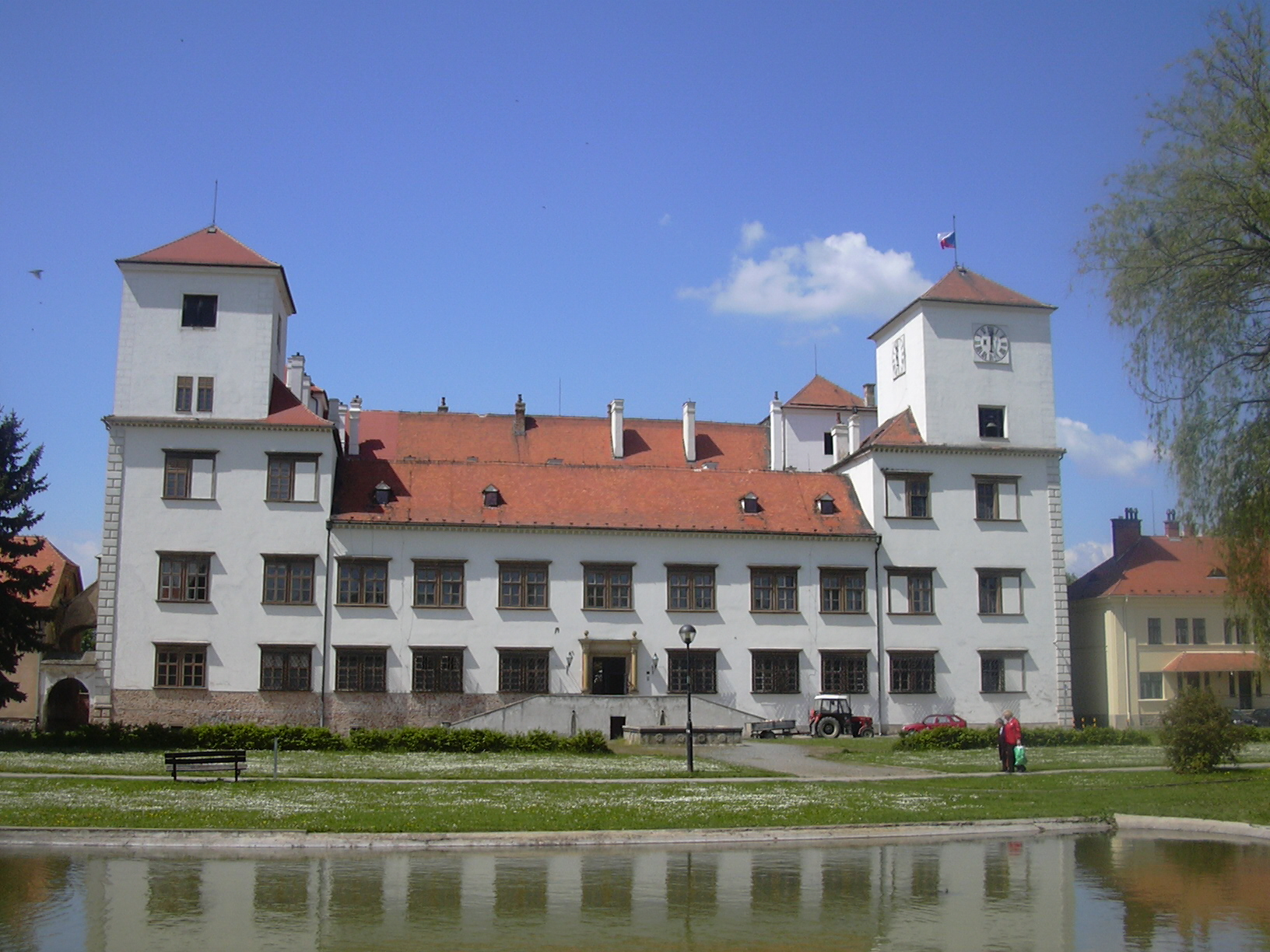
Zámek v Bučovicích
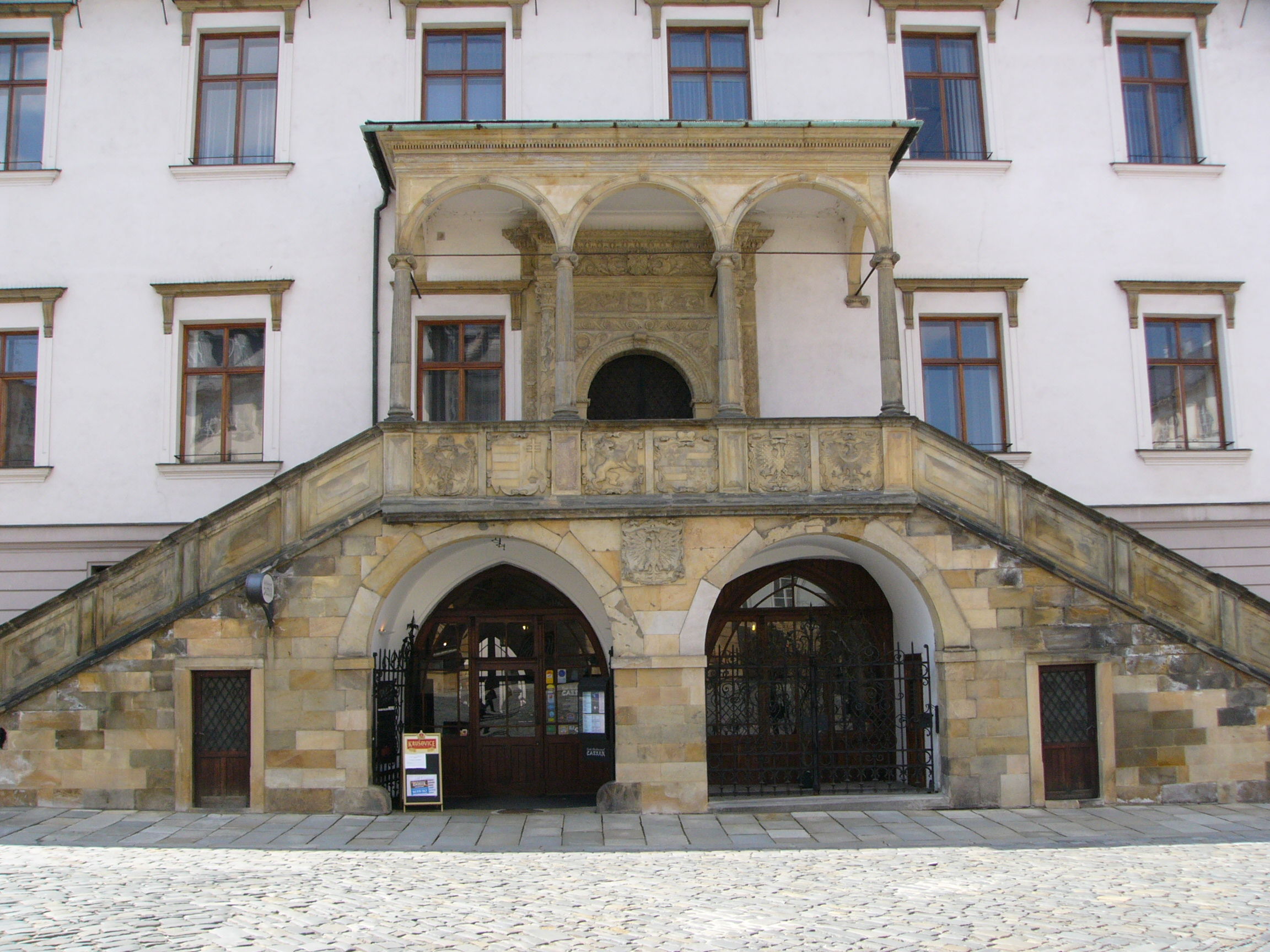
Vnější schodiště radnice v Olomouci
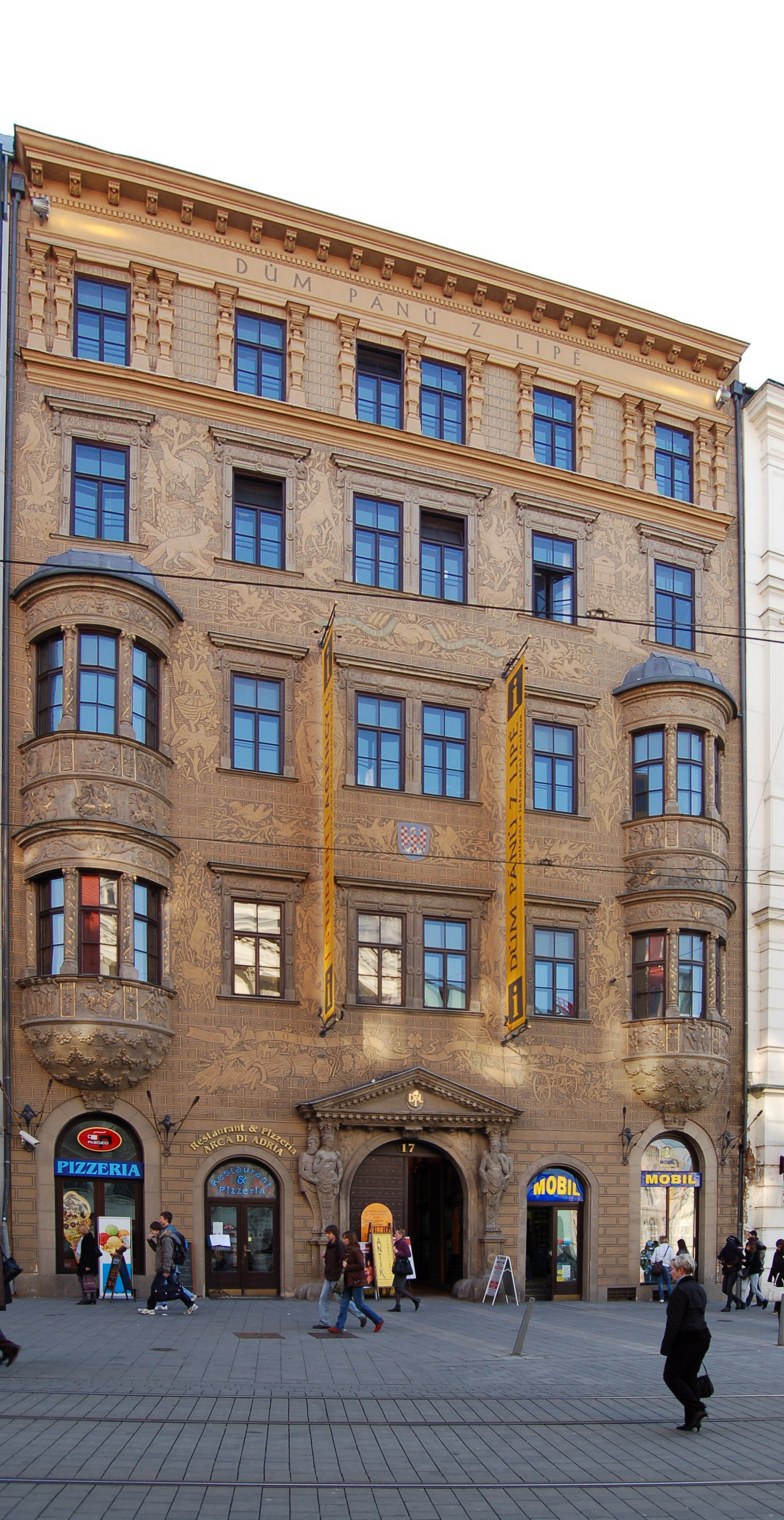
Schwanzův dům (Dům pánů z Lipé) na náměstí Svobody v Brně
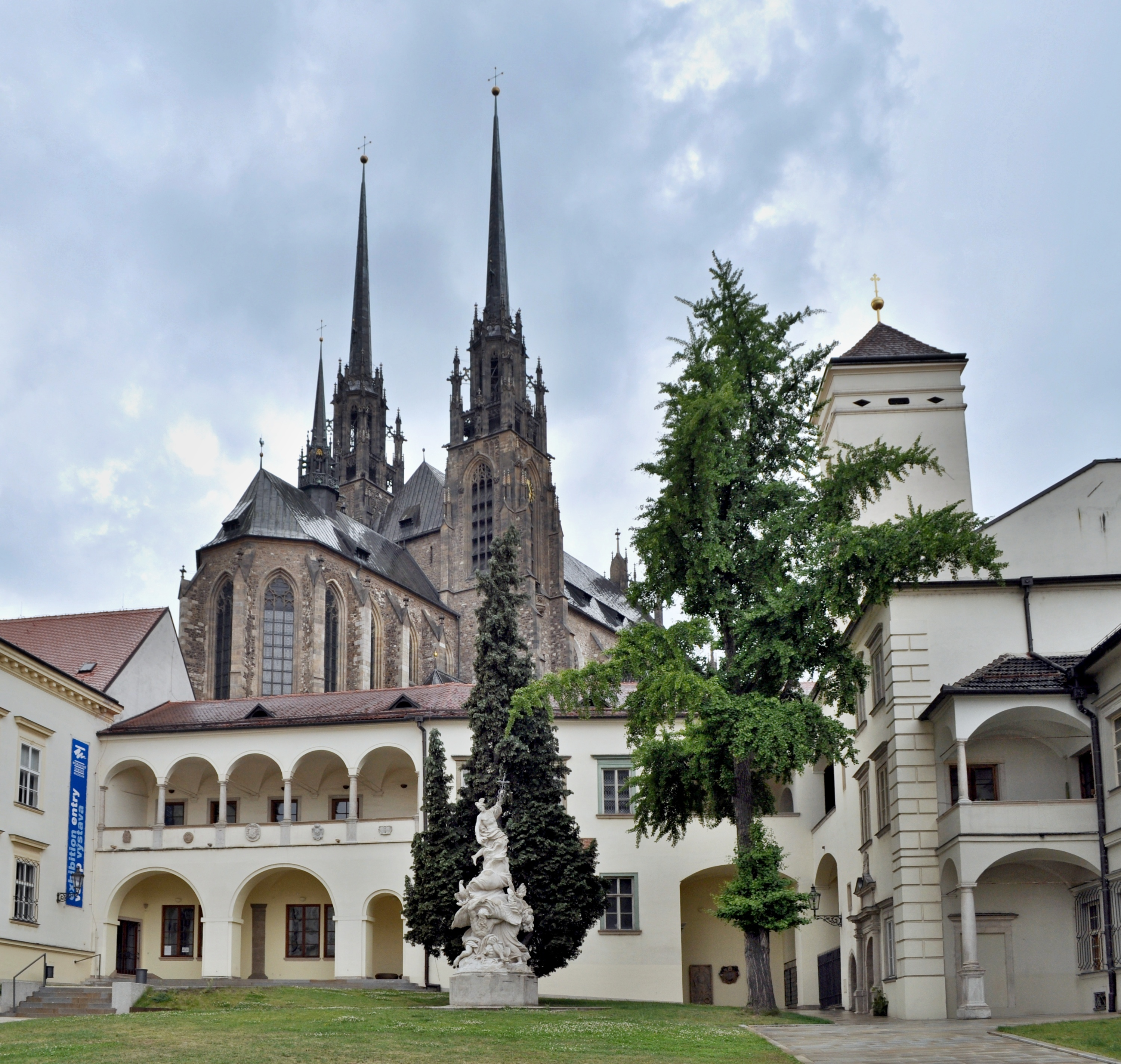
Biskupský dvůr v Brně
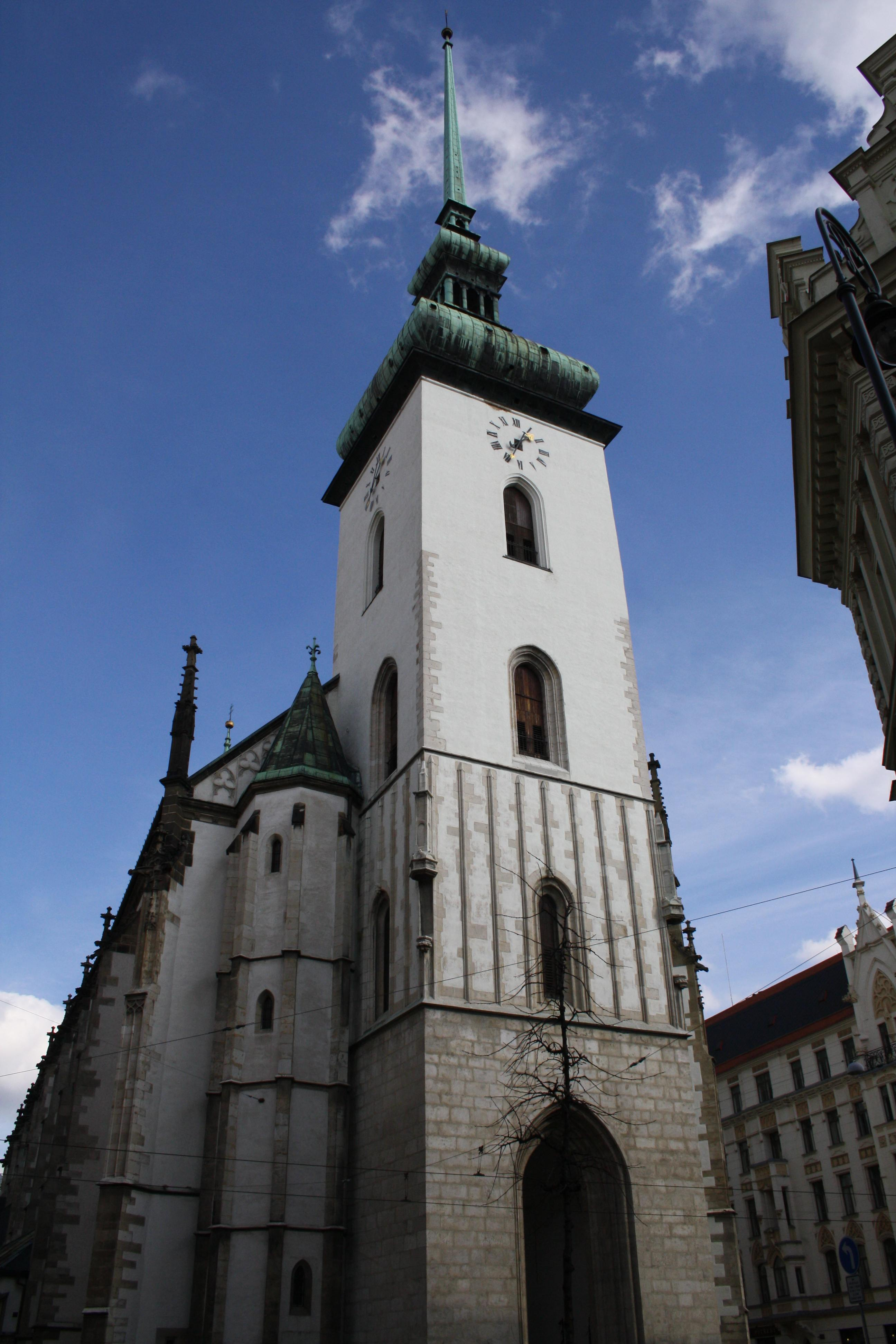
Věž kostela sv. Jakuba v Brně
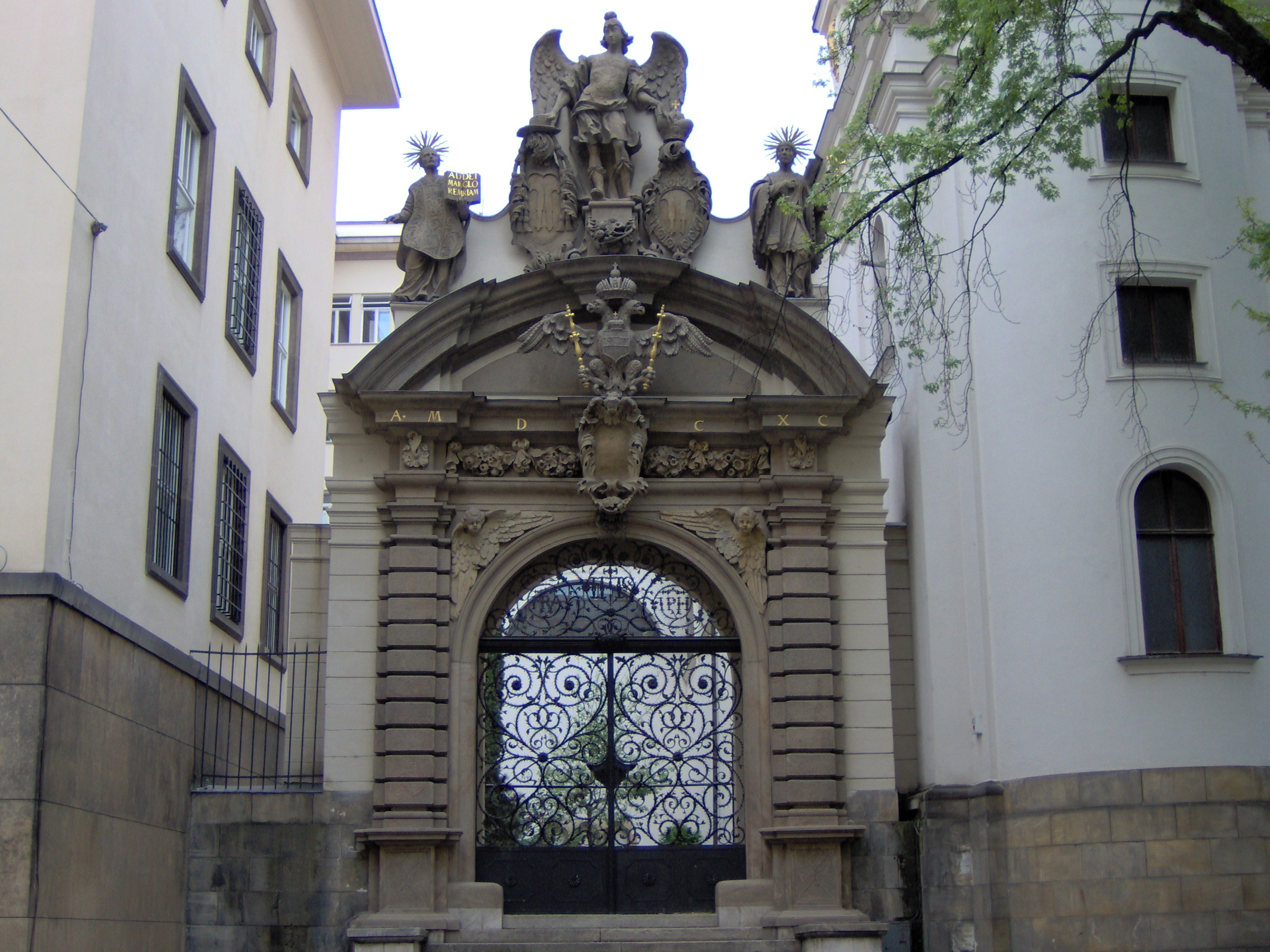
Portál brněnskeho jezuitské koleje u kostela Nanebevzetí P. Marie